# Itália nos Jogos Olímpicos de Verão de 1924
A Itália participou dos Jogos Olímpicos de Verão de 1924 em Paris, na França.